# Iphinoe plicata
Iphinoe plicata är en kräftdjursart som beskrevs av Le Loeuff och Andre Intes 1972. Iphinoe plicata ingår i släktet Iphinoe och familjen Bodotriidae. Inga underarter finns listade i Catalogue of Life.